# Augustin-Charles-Alexandre Ollivier
Pour les articles homonymes, voir Ollivier.
Augustin-Charles-Alexandre Ollivier (11 mars 1772 à Paris - 29 octobre 1831 à Paris), dit le baron Ollivier, est un banquier et homme politique français.

## Biographie
Fils de Michel Georges Ollivier (1728-1807), banquier parisien, et de Marie-Françoise Delaporte, il est lui-même banquier dans la Maison Ollivier, Outrequin, Chevals et Cie, associé à François-Jacques Outrequin et Jacques-Philippe Chevals, censeurs de la Banque de France, au no 11 rue du Gros Chenet. La banque prend ensuite la raison social Ollivier et Outrequin, Chevals ayant fondé sa propre banque, avant d'être dissoute le 28 février 1811. Ollivier s'installe alors comme banquier seul, no 6 rue du Faubourg-Poissonnière, et s'associe un temps avec Ardoin. Également négociant, il fonde une maison de commerce au Havre, avec un parent de son épouse.
Membre du Conseil d'escompte de la Banque de France IXe siège du 19 octobre 1803 au 17 octobre 1806, il est régent de la Banque de France XIIIe siège du 17 octobre 1806 au 21 novembre 1827, date de sa nomination comme Pair de France, situation incompatible avec ses fonctions de régent.

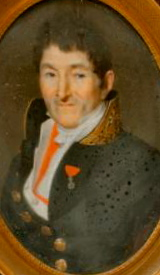
Portrait du baron Ollivier, pair de France.

Conseiller général de la Seine depuis 1815, chevalier de la Légion d'honneur, membre du conseil supérieur du commerce et vice-président du collège électoral du département, il est élu, le 13 novembre 1820, député conservateur du grand collège de la Seine et est réélu, le 6 mars 1824. Il prend place au côté droit, mais vote avec une certaine indépendance. 
Nommé pair de France le 5 novembre 1827, il se signale à la Chambre haute par sa modération. Attaché à la branche aînée des Bourbons, il est exclu de la pairie après les journées de juillet 1830, s'exilant alors en Italie. Il meurt à Paris l'année suivante.
Marié à Louise Denise Eustache, fille de Louise-Thérèse Millot et de Denis-François Eustache, conseiller du roi, planteur, armateur et négrier au Havre. Elle est aussi la sœur de François-Jonas Eustache, la petite-fille de Le Couteulx et la tante de Théodore Homberg. En 1825, dans le cadre de l'indemnisation par la république d'Haïti des anciens propriétaires français d'esclaves, Louise Denise Ollivier reçoit la somme de 11 478 Francs or, en dédommagement de la perte de leurs plantations et esclaves causée par la Révolution haïtienne.
Ollivier est le beau-père du vicomte Édouard Clérel de Tocqueville (frère d'Alexis de Tocqueville) et du chevalier Amédée Le Pileur de Brévannes. Il est le grand-père de René Clérel de Tocqueville.
À sa mort, sa fortune est estimée à trois millions de francs. Il possédait notamment un hôtel particulier au no 6 rue du Faubourg-Poissonnière, la forêt de Gercy et le domaine de Vauxmorin, dans l'Yonne.
Une rue de Paris, aujourd'hui rue de Châteaudun, a porté son nom.

### Sources
- Romuald Szramkiewicz, Les régents et censeurs de la Banque de France nommés sous le Consulat et l'Empire, 1974